# IV. Merititesz
IV. Merititesz ókori egyiptomi királyné volt a VI. dinasztia idején, I. Pepi fáraó egyik felesége.
Szakkarában temették el, férje piramisa mellé. Piramisa I. Pepi piramisától délre, Inenek-Inti királyné piramiskomplexumától délnyugatra, valamint a „délnyugati piramis” néven ismert királynéi piramistól délre helyezkedik el.
Címei: A jogar úrnője (wr.t-ḥts), Aki látja Hóruszt és Széthet (m33.t-ḥrw-stš), Nagy kegyben álló (wr.t-ḥzwt), A király felesége (ḥm.t-nỉswt), A király szeretett felesége (ḥm.t-nỉswt mrỉỉ.t=f), Hórusz társa (smr.t-ḥrw), Pepi-Mennofer király lánya ([z3.t-nỉswt]-n.t-ẖt=f ppỉ-mn-nfr).